# Liste der Mitglieder der American Academy of Arts and Sciences/1782
Im Jahr 1782 wählte die American Academy of Arts and Sciences 13 Personen zu ihren Mitgliedern.

## Neugewählte Mitglieder
- Loammi Baldwin (1745–1807)
- Owen Biddle (1737–1799)
- Georges Louis Leclerc Buffon (1707–1788)
- Leonhard Euler (1707–1783)
- Guillaume Jacques Constant de Liberge de Granchain (1744–1805)
- Thomas Brand Hollis (1719–1804)
- Arthur Lee (1740–1792)
- William Livingston (1723–1790)
- Richard Price (1723–1791)
- Joseph Priestley (1733–1804)
- David Rittenhouse (1732–1796)
- Jonathan Trumbull senior (1710–1785)
- Meshech Weare (1713–1786)